# افرینگن
افرینگن (به آلمانی: Everingen) یک منطقهٔ مسکونی در آلمان است که در ائبیسفلده-وفرلینگن واقع شده‌است. افرینگن  ۱۸۳ نفر جمعیت دارد.